# Křižácká tažení do Egypta
Křižácká tažení do Egypta začala roku 1163, kdy Amaury I., vládce Jeruzalémského království, vypravil svou první výpravu proti Fátimovskému chalífátu. V následujících šesti letech podnikl tažení ještě čtyřikrát.
Válka v 60. letech 12. století byla vyvolána politickou krizí chalífátu. Znesvářené mocenské kliky v Káhiře si na pomoc proti sobě zvaly jak aleppského vládce Núr ad-Dína, tak jeruzalémského krále. Do Egypta postupně táhly muslimské armády i jeruzalémská vojska a egyptští aristokraté se přidávali k té straně, ze které mohli mít větší prospěch. Pro válku hledali jeruzalémští křižáci spojence, jehož našli především v byzantském císaři Manuelovi I. Ten podporoval jejich dobyvačné plány a jednoho z tažení – obléhání Damietty – se účastnilo i byzantské loďstvo. Společná akce však roku 1169 skončila fiaskem a v zápase o Egypt začali mít navrch muslimové ze Sýrie. Téhož roku se stal egyptským vezírem kurdský válečník Saladin, který později roku 1187 dobyl i Jeruzalém.

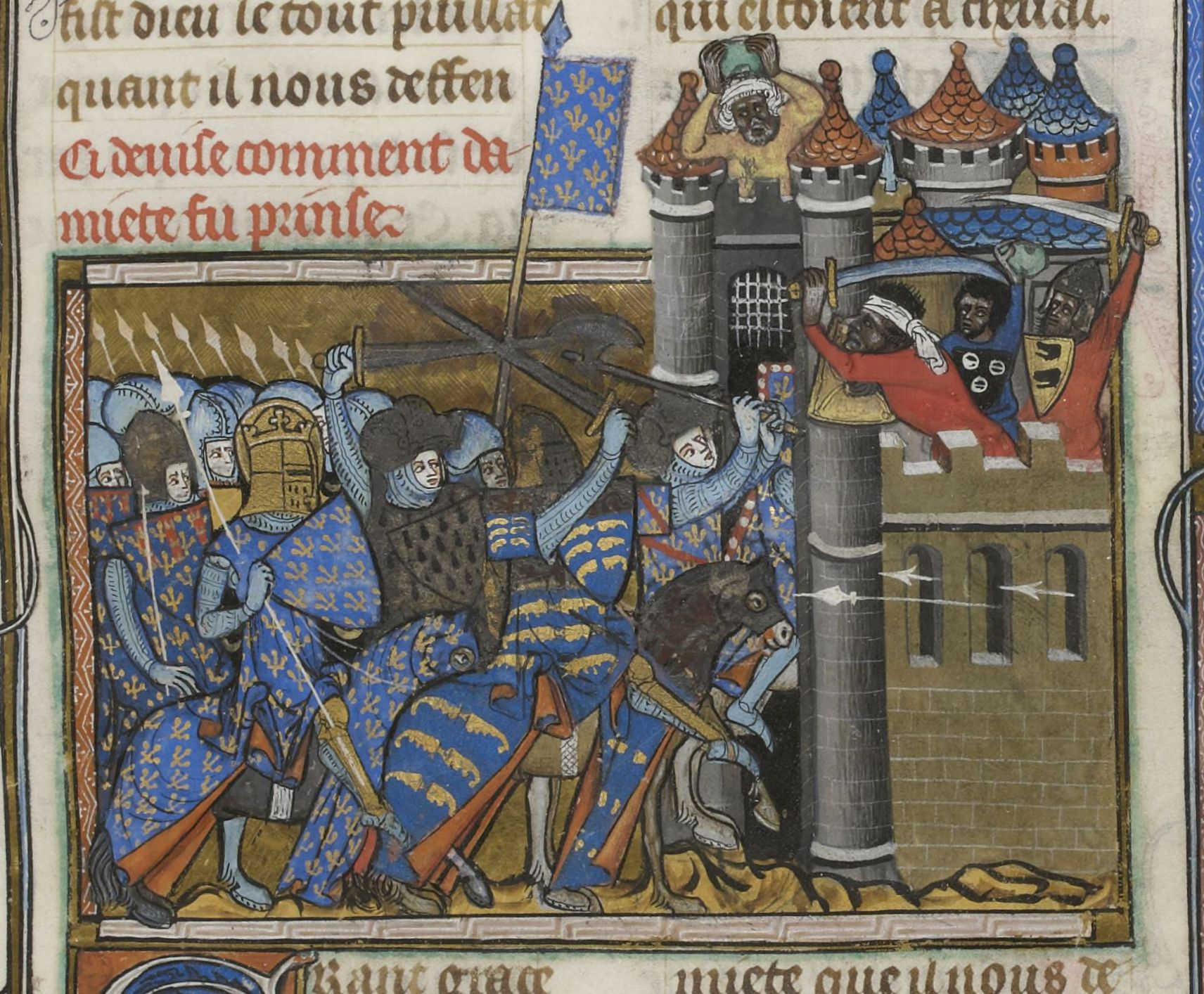
Křižáci francouzského krále Ludvíka IX. dobývají Damietu, iluminace 14. stol.

Po pádu Jeruzaléma do rukou muslimů se cíl evropských křižáckých tažení přenesl z Palestiny do Egypta. Zájem o Egypt lze rozeznat již u třetí křížové výpravy, během níž anglický král Richard I. Lví srdce poznamenal, že Svatá země nemůže být ubráněna pro křesťany, pokud Egypt zůstane pod nadvládou muslimů doporučoval další křižáckou výpravu uspořádat do Egypta. Křížová výprava, v pořadí již čtvrtá, byla na egyptské území vyslána z Evropy již počátkem 13., nicméně, stejně jako roku 1268 osmá křížová výprava, tam nakonec nedorazila. Oproti tomu pátá (zahájena roku 1213), sedmá (1248) a Alexandrijská křížová výprava (1365) se o uchvácení Egypta pokusily, avšak dočasná vítězství byla následována porážkou a ústupem z Egypta.

## Tažení krále Amauryho

### Situace na Blízkém východě ve 12. století

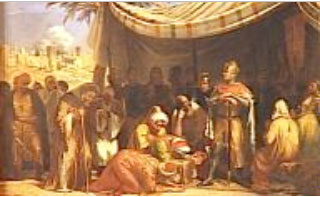
Jeruzalémský král Balduin III. roku 1153 přijímá kapitulaci Askalonu – poslední egyptské bašty v Palestině
(Salles des Croisades, Versailles)

Poté, co roku 1099 křižáci dobyli Jeruzalém a založili Jeruzalémské království, egyptští Fátimovci začali podnikat na křižácké državy pravidelné nájezdy. Křižáci reagovali výstavbou mnoha pevností na jižních hranicích s Egyptem (např. hrad Ibelin). Později však přešli do ofenzivy a roku 1154 král Balduin III. dobyl Askalon, poslední výspu fátimovské moci v Palestině. Jeho nástupce Amaury I. poté svou pozornost zaměřil na samotný Egypt.
Šíitský Fátimovský chalífát již od svého založení soupeřil o moc se sunnitským chalífátem Abbásovců s centrem v Bagdádu, v průběhu 12. století však začal Egypt politicky hluboce upadat. Chalífové postupně ztráceli svůj vliv a stali se loutkami v rukách vezírů a generálů, mezi nimiž bujela rivalita projevující se palácovými převraty.

### Křižáci a jejich spojenci

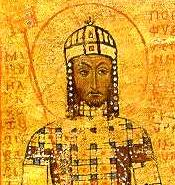
Byzantský císař Manuel I.
(Kodex z roku 1178)

Amaury, který byl myšlenkou získání Egypta přímo posedlý, si uvědomoval, že pro takovýto podnik bude dobré získat nějaké spojence. Benátské loďstvo, které v té době často operovalo v oblastech východního Středomoří, se do egyptských tažení zapojit odmítlo, protože Benátčané nechtěli válkou ohrozit své obchodní vztahy s Egyptem. Amaury se proto rozhodl obrátit se s žádostí o pomoc na Francii:
| „ | Protože vaše osoba a vaše království jsou nám drahé a jsme Vám oddáni k službám a obzvláště ve Vás a vaše království máme důvěru, považujeme za vhodné informovat Vás, Vaše výsosti, o úspěchu našich zbraní. (…) Jestli tedy, jako obvykle, nám Vaše skvělá ctnost chce poskytnout pomoc, bude moc být Egypt velmi snadno označen znamením kříže. | “ |
| — dopis jeruzalémského krále Amauryho francouzskému králi Ludvíkovi VII. z konce 60. let 12. století | |   |

Ludvík se již sice do Svaté země v čele své armády nevrátil, někteří evropští rytíři se však na Blízký východ vydávali, aby zde nějakou dobu pobyli ve službách Jeruzalémského království. Amaury, stejně jako jeho předchůdce Balduin III., navíc prohluboval vazby Jeruzalémského království na Byzantskou říši a císaře Manuela, během jehož vlády se byzantská politika ubírala prolatinským kursem. Císař se rozhodl dobyvačné plány křižáků podporovat a jeho mocné námořnictvo se jedné egyptské expedice přímo účastnilo.

### První expedice

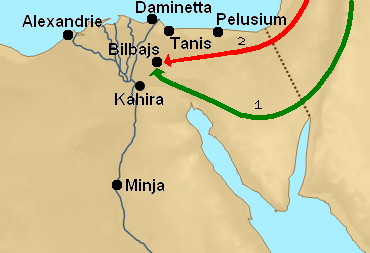
Schéma druhého tažení křižáků do Egypta

První tažení do Egypta, oslabeného ztrátou Askalonu, uspořádal jeruzalémský král již v září roku 1163. Křižáci prošli sinajskou pouští a zaútočili na egyptské město Faramíja. V té době se však rozvodnila řeka Nil, což je donutilo ukončit obléhání a vrátit se domů.
V dubnu roku 1164 byl svým rivalem Digrámem z Káhiry vyhnán vezír Šávar. Šávar se odmítl s porážkou smířit. Uprchl do Aleppa, kde požádal o pomoc Núr ad-Dína, vládce Damašku, Aleppa a Mosulu, aby mu pomohl vezírát získat zpět. Za pomoc sesazený vezír Núr ad-Dínovi nabídl jeho uznání za nejvyšším vládcem Egypta. Sultán Šávarovi vyhověl a vyslal do Egypta armádu pod velením kurdského emíra Asada ad-Dín Šírkúha.
Tomu se v květnu podařilo sesadit v Káhiře Digráma a dosadit na místo vezíra zpět Šávara. Šírkúh i s vojskem zůstal v Egyptě, ale začal Šávarovi vadit, neboť ohrožoval jeho nezávislost. Když se vezírovi nepodařilo zbavit se Šírkúhova vlivu vlastními silami, nabídl spojenectví jeruzalémskému králi Amaurymu.

### Tažení na pomoc Šávarovi
Amaury doufal, že se do Egypta bude moci vrátit, a tak Šávarovu nabídku přijal. Roku 1164 vstoupilo jeruzalémské vojsko do dolního Egypta. Zde se mu podařilo Šírkúhovy mamlúky obklíčit v pevnosti Bilbajs. Núr ad-Dín se rozhodl svého emíra ze sevření vysvobodit a v srpnu vytáhl z Damašku proti Antiochijskému knížectví. U pevnosti Harim se mu podařilo vojska z Antiochie a Tripolisu, posílené o arménské oddíly porazit a zajmout jejich vůdce. Amaury tak byl donucen přerušit obléhání Bilbajsu a spěchat na sever pomoci Antiochii. Rovněž Šírkúh ustoupil z Egypta zpět do Damašku, čímž jako vítěz vyšel z této války Šávar, který se zbavil Šírkúha i jeho vlivu na vládu v Egyptě.

### Obsazení Alexandrie

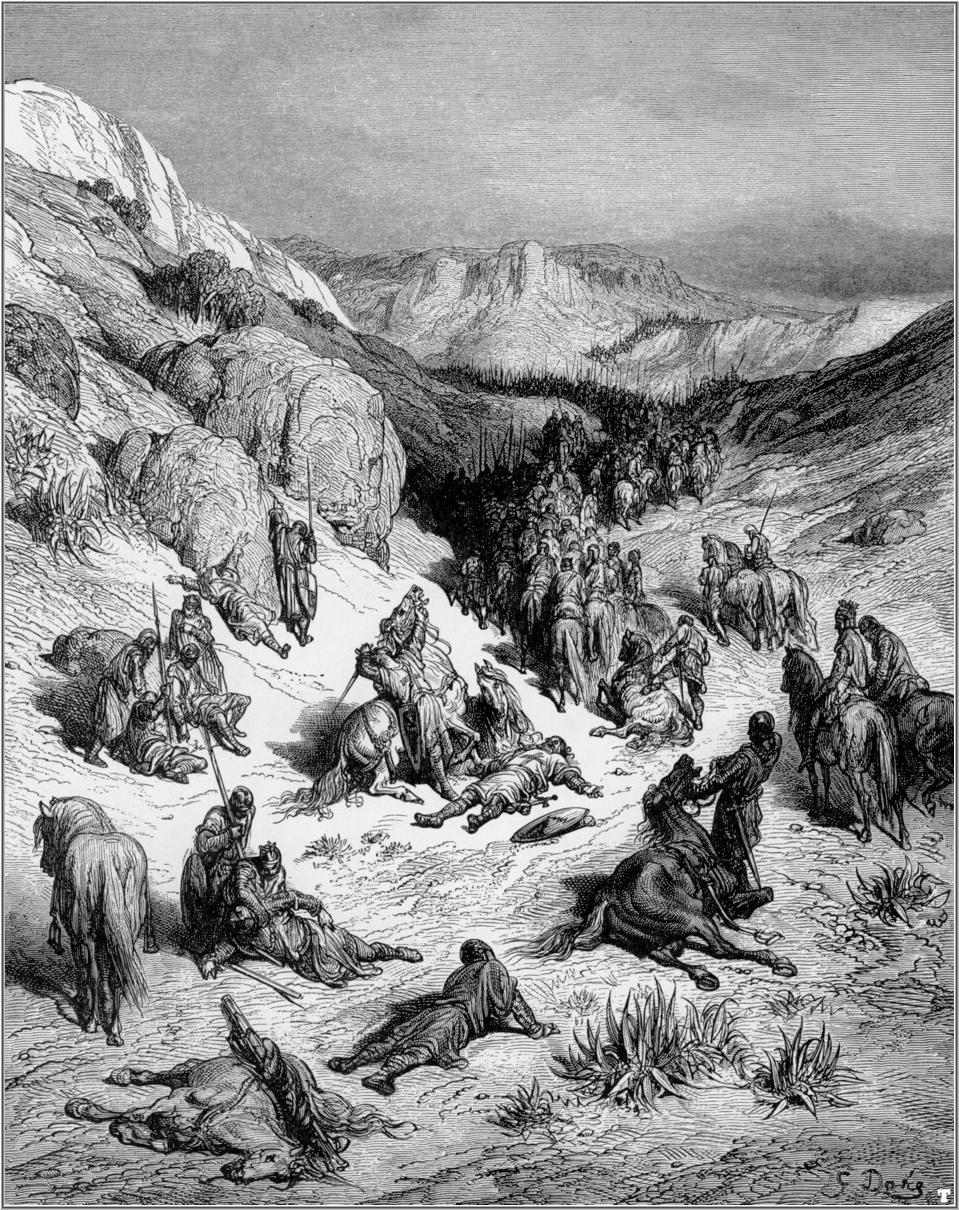
Gustave Doré: Muslimská armáda pochoduje písečnou bouří přes Sinaj

Roku 1167 Šírkúh přesvědčil svého pána Núr ad-Dína o prospěšnosti nového tažení do Egypta. Núr ad-Dín mu vyhověl a rozkázal v Káhiře svrhnout Fátimovce a nastolit v Egyptě svrchovanost abbásovského chalífy. Ještě téhož roku vytáhla z Damašku na jih silná muslimská armáda v čele se Šírkúhem a jeho mladým synovcem Saláh ad-Dínem Jusúf ben Ajjúbem. Šávar v Egyptě zatím neměl, čím by intervenci ze Sýrie odrazil, obrátil se proto opět na Amauryho I. a slíbil mu zaplatit 400 000 denárů za vojenskou pomoc.
Amaury nabídku přijal a jeho armáda se vydala do Egypta. Amauryho vojsko při přechodu Sinajské pouště téměř zničilo Šírkúhovu muslimskou armádu, která byla zastižena písečnou bouří. Muslimové nakonec do Egypta dorazili a utábořili se na západním břehu Nilu pod pyramidami v Gíze. Jeruzalémská armáda, která dorazila o několik dnů později, rozbila ležení na východním břehu řeky nedaleko Káhiry.
V Káhiře krále radostně přivítal jeho protějšek Šávar, který ihned zprostředkoval setkání Franků (jak Arabové a Řekové na Blízkém východě nazývali evropské křižáky) s mladým chalífou al-Ádidem. Křižáci s chalífou podepsali spojeneckou dohodu a dokonce mu přísahali, že jej budou chránit. Nádherou a bohatstvím chalífova paláce byli křižáci přímo ohromeni.
Poté spojená vojska Franků a Egypťanů i Šírkúhovy oddíly více než měsíc vyčkávaly, co udělá protistrana. První krok v březnu 1167 podnikli křižáci. Překročili Nil a na západním břehu řeky se obě vojska střetla. Franko-egyptské oddíly sice utrpěly porážku, i přesto zůstaly početnější než Šúrkúhova armáda, která se dala na ústup k jihu. U města Minja, asi 150 kilometrů od Káhiry, došlo k bitvě, z níž, ačkoliv Amauryho vojsko bylo silnější, ani jedna strana nevyšla vítězně. Šírkúhova armáda se poté dala na pochod zpět na sever. Šírkúh se zdráhal zaútočit na Káhiru, táhl proto dál až ke Středozemnímu moři, k Alexandrii. Obyvatelé Alexandrie, u kterých nebyl vezír Šávar oblíben, Šírkúhovi bez odporu otevřeli brány města.
Křižáci vyrazili na sever Šírkúha pronásledovat a brzy ho v Alexandrii obklíčili. Město nebylo na válku připraveno, zásoby se rychle tenčily a obleženým hrozil hladomor. Jedné noci se Šírkúhovým vojákům podařilo vyklouznout z obklíčení a ve městě zůstalo jen přibližně tisíc mamlúků pod velením Saláh ad-Dína. Křižáci se tak dostali do sevření mezi město a Šírkúhovu armádu. Vyrovnaný boj vyústil ve vyjednávání. Saláh ad-Dín byl s vojáky propuštěn z města a také ostatní příslušníci Šírkúhovy armády odešli z Egypta. Rovněž křižáci měli opustit zemi, avšak Jeruzalému měla připadnout Alexandrie, kde byla poté umístěna malá franská posádka. Vezír Šávar měl králi Amaurymu, prostřednictvím alexandrijské posádky, každoročně platit 100 000 zlatých.

### Masakr na nilské deltě a obléhání Káhiry

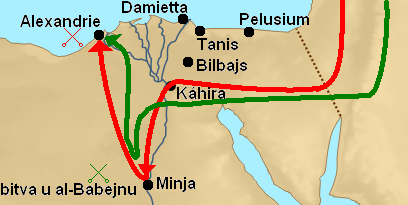
Schéma třetího egyptského tažení

Roku 1168 začala vyjednávání mezi Jeruzalémským královstvím a Byzancí o možné pomoci byzantského loďstva při dobývání celého Egypta, který v té době byl nejistým protektorátem Jeruzalémského království. Císař Manuel s plánem souhlasil a na znamení spojenectví oženil Amauryho se svou neteří Marií. Nicméně císařovo loďstvo se mobilizovalo celý rok. Křižáci v Jeruzalémě, kterým zatím dorazily na pomoc oddíly z Francie vedené hrabětem Vilémem z Nevers, byli však netrpěliví. Johanité toužili po získání pokladů Fátimovců a Francouzi, kteří byli ochotni jít do války, měli brzy odjet zpět do Evropy. Amaury, přesvědčen svými šlechtici, se proto rozhodl do Egypta vytáhnout okamžitě i bez byzantské pomoci. Jako záminka proti ještě nedávnému spojenci Šávarovi posloužila skutečnost, že vezír včas neplatil křižákům v Alexandrii dohodnutý tribut.
V říjnu 1168 vtrhly první křižácké oddíly do nilské delty. Hlavní Amauryho vojsko oblehlo město Bilbajs a po třídenním obléhání jej dobylo. Následovalo rozsáhlé vraždění muslimů i místních křesťanských Koptů. O několik dnů později obsadili křižáci i nedaleké přístavní město Tanis, kde se krveprolití opakovalo. Těmito masakry si křižáci zničili pověst mezi křesťanskými obyvateli Egypta, kteří do té doby byli ochotni Franky přivítat jako své osvoboditele a podporovat je spíše než Núr ad-Dína.
Šávar se v těžké situaci obrátil na Núr ad-Dína, aby Egyptu pomohl zbavit se náporu křižáků, kteří zatím oblehli Káhiru. Ten neváhal a vyslal armádu Egypťanům na pomoc. Šírkúh, který vojsku i tentokrát velel, v lednu roku 1169 rychle přitáhl na území Egypta a spojil se s egyptskými oddíly. Muslimové tak získali přesilu nad křižáky, kteří nemohli vzdorovat a raději se stáhli do Palestiny. Fátimovský chalífa poté vyzval Šírkúha, aby svým vojskem obsadil Káhiru.
Šírkúh byl po svém vstupu do Káhiry oficiálně přivítán Šávarem. Ale jen o několik dní později emír Šírkúh Šávara svrhl, uvěznil a přinutil chalífu, aby nad ním podepsal rozsudek smrti, načež se sám prohlásil egyptským vezírem. Po dvou měsících vládnutí však Šírkúh zemřel prý následkem přejídání. Jeho místo tedy zaujal jeho synovec Saláh ad-Dín Jusúf ben Ajjúb, později známý jako Saladin.

### Byzantsko-jeruzalémský útok na Damiettu

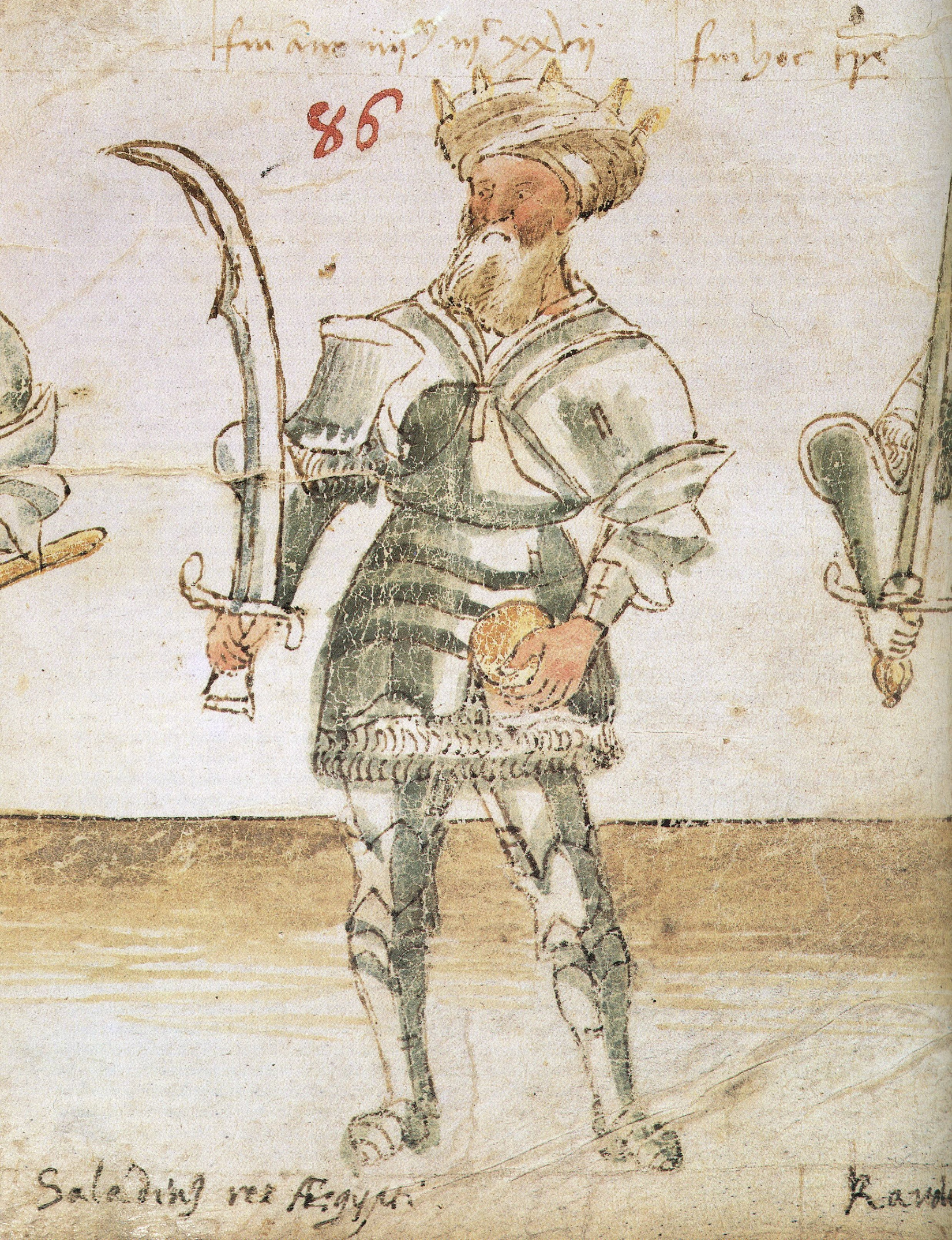
„Saladin, král egyptský“ na evropském iluminovaném rukopisu z 15. století

Byzantský císař Manuel, který čtvrtému egyptskému tažení jen přihlížel, považoval uchvácení Egypta Núr ad-Dínovým služebníkem Saladinem za porušení rovnováhy sil mezi muslimy, Franky, Byzancí a egyptskými Fátimovci. Jeruzalémskému dvoru proto navrhl uspořádat další egyptské tažení. Byzantská flotila, kterou císař slíbil již roku 1168, v létě 1169 vplula do Akkonu. Jeruzalémská armáda však posledním tažením utrpěla těžké ztráty a potřebovala nějaký čas na doplnění stavu. Manuelovy lodě proto zatím zakotvily na Kypru.
Po dlouhých týdnech vyrazila v říjnu 1169 z Levanty znovuvybudovaná křižácká armáda a byzantské lodě, pod velením Andronika Konstostefana, tak mohly vyplout z kyperských přístavů. Spojená byzantsko-jeruzalémská výprava zaútočila na přístav Damietta, jehož dobytí by otevřelo pozemní i vodní cestu po Nilu na Káhiru. Saladina, který očekával útok na Bilbajs, se tak podařilo překvapit.

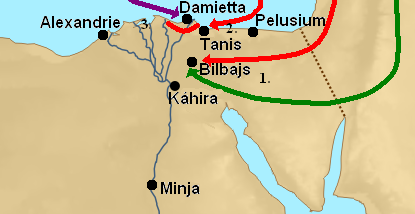
Schéma útoku na Damiettu

 Obránci Damietty přes Nil natáhli silné řetězy, kterými námořnictvu zabránili v přímému útoku. Byzantinci naléhali, aby Frankové přešli do frontálního útoku proti městu, Amaury však váhal a nechtěl riskovat velké ztráty na životech. Projevovala se rovněž tradiční nedůvěra mezi Franky a Byzantinci. Námořnictvo během čekání na Kypru spotřebovalo většinu zásob a během dlouhého obléhání potraviny došly úplně. Křižáci se o své zásoby odmítli se svými spojenci podělit. V prosinci navíc nastaly zimní deště, které oslabovaly bojeschopnost útočníků. Král Amaury dal nakonec rozkaz k ústupu a stáhlo se rovněž Manuelovo loďstvo, které bylo při návratu do Konstantinopole zastiženo bouří a z velké části zničeno.

### Následné události
Útok na Damiettu byl posledním pokusem jeruzalémských rytířů o ovládnutí Egypta. I když ztroskotalo tažení na Damiettu, spojenectví mezi Jeruzalémským královstvím a Byzantskou říší zůstalo v platnosti. Roku 1171 se Amaury I. opět vydal do Konstantinopole, kde byl císařem okázale přijat a na znamení přátelství bohatě obdarován. Oba panovníci uzavřeli vzájemnou smlouvu, o jejíž náplni se však nic bližšího nedochovalo.
Saladin zatím v Egyptě chopil moc pevně do rukou a vypořádal se i s revoltou egyptských aristokratů, kteří se odmítali podrobit sunnitskému chalífovi, jenž byl nejvyšším pánem Núr ad-Dínovým i Saladinovým. Roku 1174 zemřel v Sýrii Núr ad-Dín a několik měsíců po něm i král Amaury. Saladin, který se snažil po smrti svého pána převzít jeho impérium v Sýrii, musel nejprve odrazit Normany ze Sicílie, jejichž válečné lodě napadly Alexandrii. Téhož roku obsadil Damašek a získal titul sultána Sýrie a Egypta. Roku 1183 obsadil Aleppo a v roce 1185 i Mosul, čímž měl pod kontrolou všechna muslimská mocenská centra, která mohla nějak bránit jeho konečné válce s Franky.
Saladinův boj vyvrcholil roku 1187, kdy 4. července nejprve zvítězil v bitvě u Hattínu a v říjnu téhož roku dobyl Jeruzalém, hlavní město křižáckého Jeruzalémského království.

## Další křižácká tažení

### Pátá křížová výprava

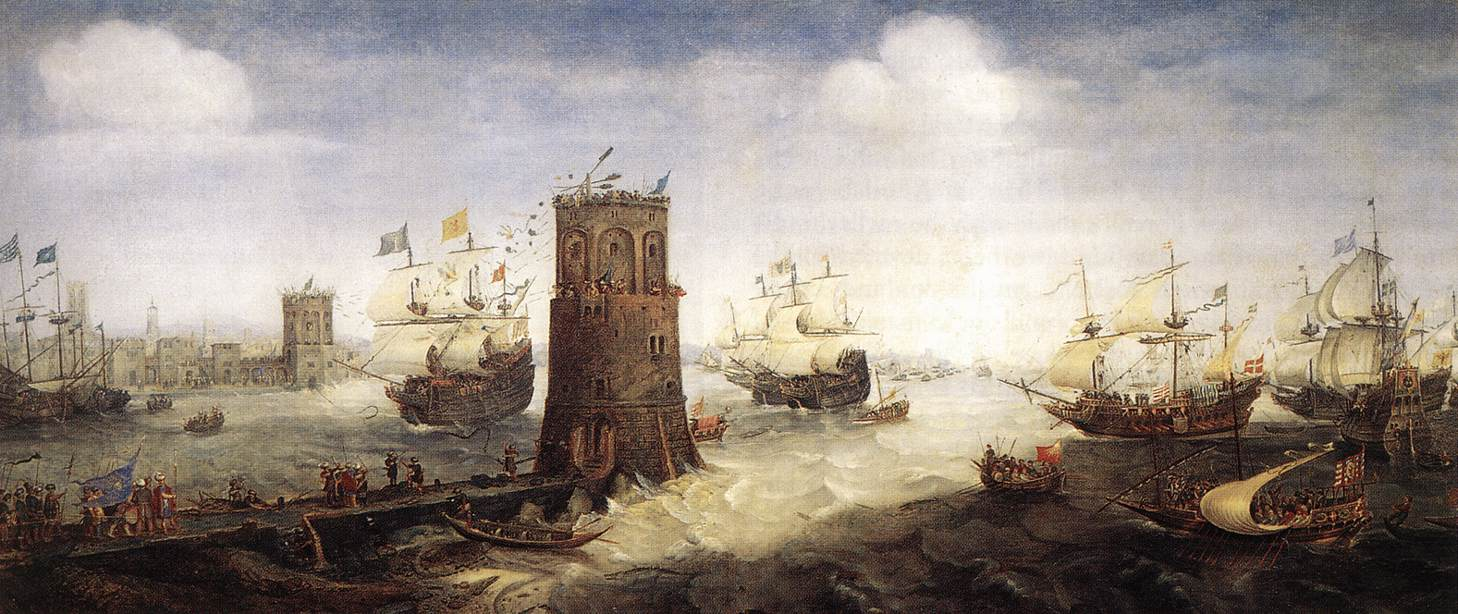
Cornelis Claesz van Wieringen: Fríští křižáci útočí na Damiettu

Roku 1213 papež Inocenc III. vyhlásil bulou Quia maior pátou křížovou výpravu proti „nevěřícím“. Celých dalších pět let se věnovalo přípravám, shromažďování vojsk i vyjednávání spojenectví nejen s křižáky, kteří se ještě ve Svaté zemi drželi, ale také s rúmským seldžúckým sultánem Kajkausem I. Ke křížové výpravě se připojili Hugo, král Kypru a uherský král Ondřej II., kteří dorazili v letech 1216–1217 do Palestiny, kde je očekával kníže Bohemund IV. Společně měli zaútočit proti muslimským državám v Sýrii, zatímco hlavní křižácké vojsko z Evropy se mělo zaměřit na Egypt.
V červnu 1218 křižácké lodě zaútočily na strategický egyptský přístav Damietta. Křižáci překonali první linii egyptské obrany a oblehli samotné město. Papež Honorius III. se, stejně jako jeho předchůdce Inocenc III., snažil křížovou výpravu udržet pod papežským dohledem. Roku 1219 předal velení nad křížovou výpravou svému legátovi Pelagio Galvanimu, který do Egypta dorazil ještě téhož roku. Galvaniho velení se často dostávalo do sporů se světskými účastníky tažení, což vedlo k opuštění výpravy částí velmožů i s jejich vojsky. Nakonec, navzdory těžkým ztrátám, křižáci v listopadu 1219 téměř bez boje obsadili město, ve kterém řádila malárie. Muslimové byli ušetřeni, ale museli za své propuštění ze zajetí zaplatit výkupné, jinak byli prodáni do otroctví.
Následující rok a půl křižáky v Damiettě zaměstnávaly především rozbroje mezi zástupci církevní a světské moci – legáta Pelagia Galvaniho a titulárního jeruzalémského krále Jana z Brienne. Jan nakonec pro spory i záležitosti v Palestině z Egypta odešel. Křižákům v Damiettě zatím v několika vlnách přišly početné posily z německých zemí vedené bavorským vévodou Ludvíkem. Damietta byla přeměněna v křesťanské město. Hlavní mešita byla přebudována v katedrálu a damiettským biskupem se stal Pierre des Roche.
Nakonec roku 1221 došlo ke smíru mezi Janem z Brienne a Pelagiem. Opět sjednocení křižáci v červenci téhož roku vytáhli z Damietty směrem na jih na Káhiru. Pelagio, který nebyl profesionální válečník, podněcoval náboženské nadšení vojáků legendou o velkém křesťanském králi, který zničí Saracény a jehož vojsko nyní stojí před Bagdádem. Vojsko křižáků čítalo přibližně 5 000 jízdních rytířů a 40 000 pěších bojovníků. U pevnosti al-Mansúra Evropané zaujali postavení mezi dvěma rameny Nilu. Egypťané toho využili a vypustili hráze, čímž Evropany téměř zcela odřízli vodou. Legát Pelagio, který až dosud vždy kategoricky odmítal jakékoliv dohody s muslimy, musel začít se sultánem al-Kamilem vyjednávat. Sultán za propuštění křižáků z obklíčení požadoval jejich odchod z Egypta a osmileté příměří. Pelagio přijal a 8. září byla Damietta obsazena sultánem. Křižáci se stáhli do Evropy a křížová výprava tak ztroskotala.

### Sedmá křížová výprava

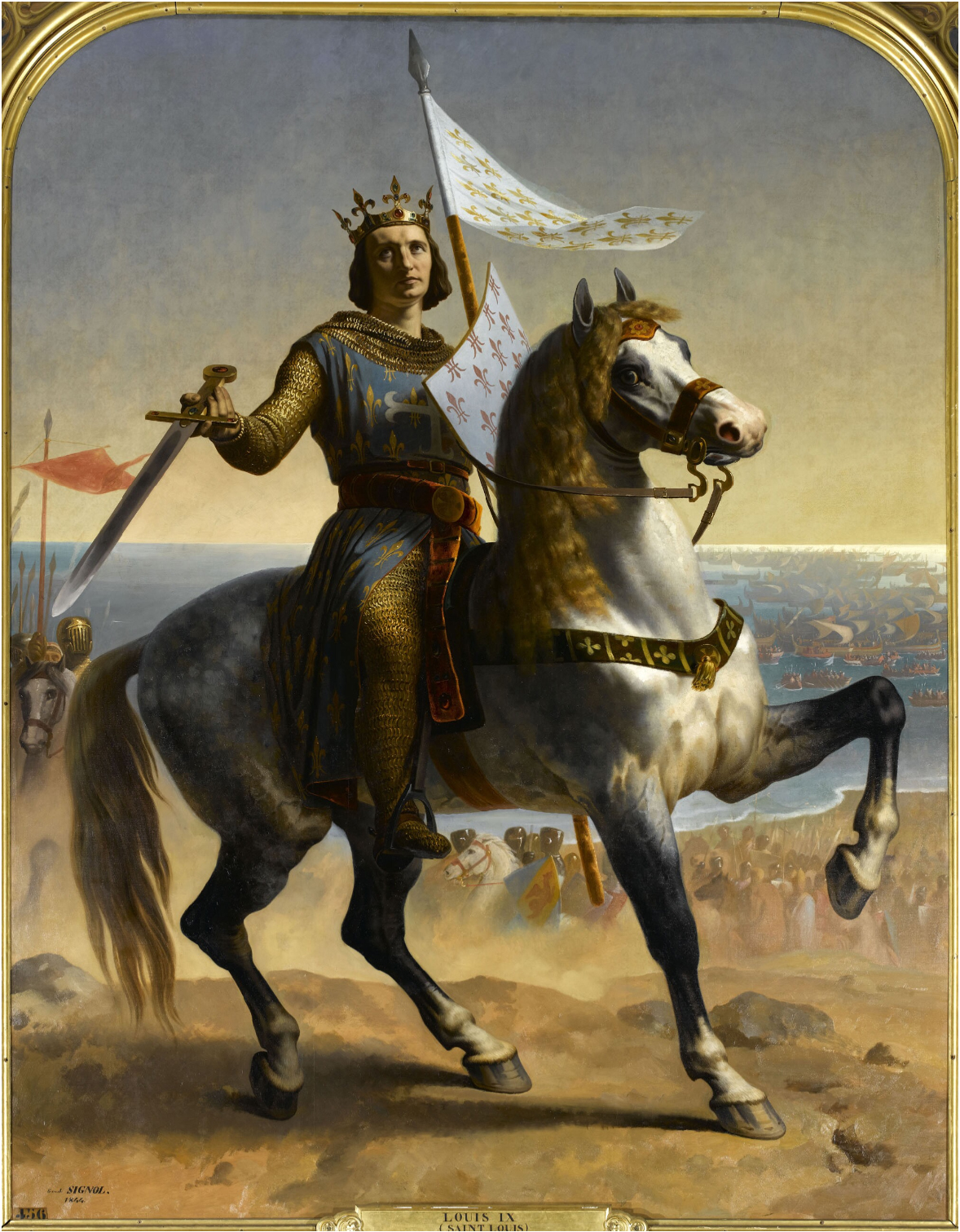
Émile Signol: Ludvík IX. Svatý
(Salles des Croisades, Versailles)

Roku 1248 vytáhl, nezávisle na výzvách papeže na svolání další křížové výpravy, na svou křížovou výpravu francouzský král Ludvík IX. Ludvíkova výprava mířila po moři do Egypta, který měla v úmyslu dobýt. Byla největší námořní operací v dějinách křížových výprav. 18. září 1248 křižáci přistáli na Kypru, kde je přijal král Jindřich I. Kyperský, který se spolu s řády templářů a johanitů rozhodl k výpravě přidat. Palestinští baroni poté Ludvíka přesvědčili, že útok na Egypt během zimních dešťů je nebezpečný, francouzský král proto souhlasil s odkladem na jaro příštího roku.

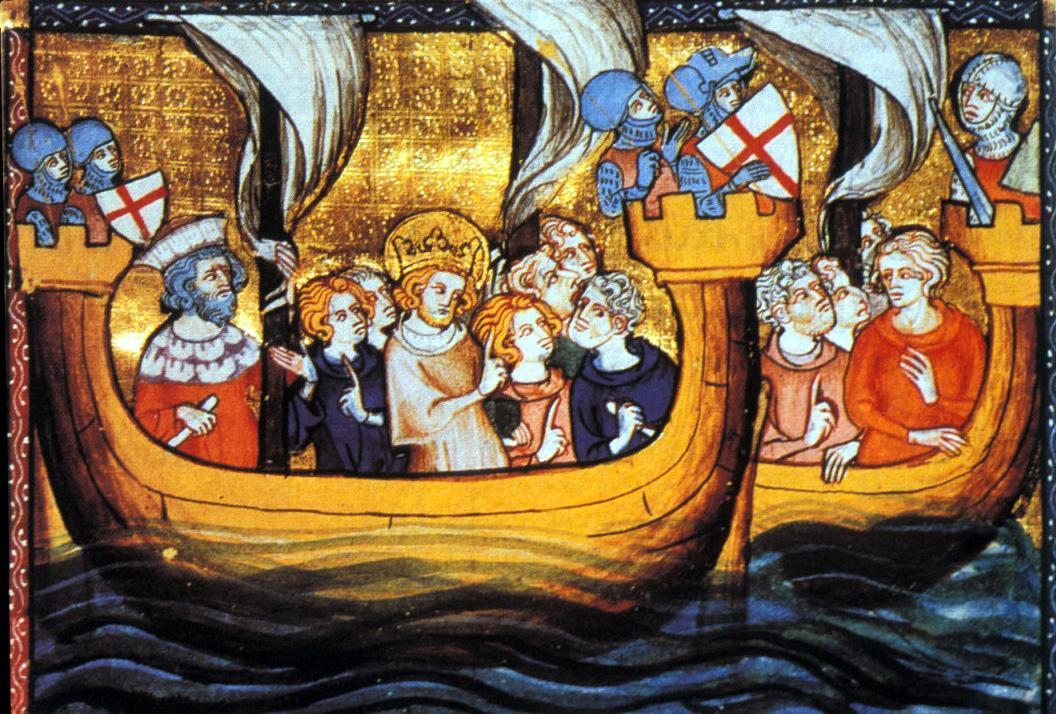
Křížová výprava krále Ludvíka IX.

Na jaře roku 1249 nebylo k dispozici dost transportních lodí. Ludvík požádal o přepravu Benátky i Janov, oba italské státy však odmítly. Když se Ludvík nakonec rozhodl vyplout, měl lodě asi pro čtvrtinu své armády. Protože o jeho přítomnosti již Egypťané dávno věděli, očekávalo jejich vojsko Francouze na pobřeží. Křižáci se vylodili u Damietty, dokázali egyptskou armádu zahnat na útěk a v červnu 1249 bez boje obsadit město, které egyptská posádka kvapně opustila. Ludvík, překvapen rychlostí svého triumfu, se rozhodl neopakovat fiasko páté křížové výpravy a s dalším postupem počkat do podzimu, kdy postupující armádu nemohou překvapit nilské záplavy; navíc musel vyčkat na příjezd zbytku svých vojsk.
Až 20. listopadu 1249 se vojsko vydalo na pochod na jih. Francouzi postupovali velmi obezřetně a snažili se neopakovat chyby svých předchůdců. U pevnosti al-Mansúra se křižáci zastavili, a protože nebyli schopni přejít Nil, museli se opevnit na místě. Egypťané začali útočit přes řeku řeckým ohněm, proti kterému Evropané neměli obrany. Nakonec jeden místní křesťan křižákům za 500 byzantiů ukázal bezpečný brod přes Nil. V úterý 8. února 1250 se křižáci dali na pochod k brodu, odkud pak chtěli zaútočit na město. Předvoj, složený hlavně z templářů a Angličanů vedený Robertem z Artois, nevyčkal na hlavní Ludvíkův voj a přepadl egyptské ležení. Překvapení Egypťané prchli do města, kde se jejich oddíly znovu přeskupily, aby se postavily hlavnímu vojsku. Hrabě z Artois je chtěl pronásledovat, ale templáři a ostatní rytíři, v čele s hrabětem Vilémem ze Salisbury, nabádali k opatrnosti a vyčkání na krále. Robert odmítl a s 1 400 rytíři se vrhl za mamlúky do města. Templáři Roberta následovali, ale v al-Mansúře se vojáci rozptýlili a byli takřka všichni, včetně hrabat z Artois a Salisbury, pobiti.
Když k městu dorazila hlavní armáda, muslimové vypochodovali ven, aby se s nimi utkali. V následné několikadenní bitvě sice zvítězili křižáci, ale utrpěli těžké ztráty a k dobytí samotné al-Mansúry již neměli síly. Jejich postup se zastavil a Egypťané získali čas na přivolání dalších posil. Egypťané na křesťanské ležení z města neustále útočili a také vyslali beduínské jezdce, aby napadali osamělé křižáky. Ludvík nakonec dal rozkaz k ústupu na sever. Egypťané vyrazili za ním a 6. dubna 1250 u Fariskuru porazili francouzskou pěchotu, ze které se v té době již skládalo takřka celé křižácké vojsko. Král Ludvík a zbytek jeho armády byl vzat do zajetí.
Damietta zůstala v křižáckých rukách a její italští obránci, které vedla královna Markéta Provensálská, byli schopni odrazit útok muslimů. Křižáci tak mohli Damiettu vyměnit za Ludvíkovo propuštění. Egypťané si kromě města řekli o výkupné 800 000 zlatých bezantů. Tolik peněz ale Francouzi neměli, složili proto jenom část požadovaného výkupného, čímž dosáhli propuštění Ludvíka a části jeho armády, většina vojska však zůstala v zajetí. Damietta byla muslimům vydána v květnu 1250. Král poté odjel do Akkonu, hlavního města Jeruzalémského království, odkud se mu později obratnou diplomacií podařilo osvobodit své zajaté vojáky. Do Egypta se již nikdy nevrátil.

### Alexandrijská křížová výprava
Poslední křížová výprava do Egypta se odehrála ve 14. století, poté, co „hlavní“ křížové výpravy do Svaté země dávno skončily. Jednalo se o soukromé námořní vojenské tažení kyperského krále Petra I., jemuž se bohatá Alexandrie zdála být snadným cílem. Pro svůj záměr získal podporu rytířského řádu johanitů, který poskytl pro tažení flotilu. Kromě johanitů se výpravy účastnili vojáci z celé Evropy, které Petr I. od roku 1362 sháněl celé tři roky po celé Evropě. Král nakonec dal dohromady flotilu 165 lodí. Na Rhodu, kde se vojsko shromáždilo, se Petr I. stal velitelem křižáckých expedičních sil. V říjnu 1365 vojsko vyplulo vstříc Alexandrii. 7. října se křižáci vylodili u Alexandrie a okamžitě na město zaútočili. Po dvoudenním obléhání křižáci alexandrijské obránce porazili, pronikli do města a zahájili drancování a vraždění. Egyptský sultán vyslal k Alexandrii svou mamlúckou armádu, když však dorazila k Alexandrii, nebylo již s kým bojovat. Křižáci zdevastované město opustili a vrátili se zpět na Kypr s velkou kořistí a množstvím zajatců.
V arabském světě vyvolala alexandrijská křížová výprava velké pohoršení. Egyptský sultán za ni potrestal levantské křesťany, kterým byla zkonfiskována čtvrtina majetku. Někteří arabští učenci však odmítli princip kolektivní viny orientálních křesťanů, kteří s latinskými křižáky měli jen pramálo společného, a odsuzovali jejich pronásledování.